# Inns of Court

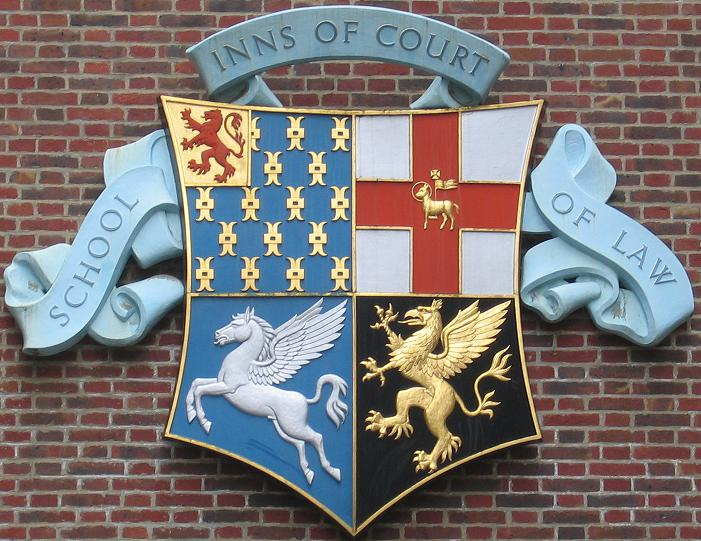
Escudo de los cuatro Inns of Court. En sentido de las agujas del reloj, empezando por arriba a la izquierda: Lincoln's Inn, Middle Temple, Gray's Inn e Inner Temple.

Los Inns of Court de Londres son las asociaciones profesionales de barristers de Inglaterra y Gales. Todos los barristers deben pertenecer a una de estas asociaciones.
 Tienen funciones de supervisión y disciplina sobre sus miembros. Los Inns también ofrecen servicios como bibliotecas, comedores y alojamiento profesional. Cada uno de ellos tiene también una iglesia o capilla anexa y es un recinto autónomo donde los barristers se forman y ejercen tradicionalmente, aunque el crecimiento de la profesión jurídica, junto con el deseo de ejercer desde alojamientos más modernos, hizo que muchas de las "chambers" (que puede traducirse como cámaras, despachos, salas) de abogados se trasladaran fuera de los recintos de los Inns of Court a finales del siglo XX.

## Historia
Ha habido abogados asentados en la zona londinense de Temple desde 1320. En los primeros siglos de su existencia, los Inns of Court (cuya traducción se asemeja a "Posadas del Tribunal") eran cualquiera de los numerosos edificios o precintos donde los abogados tradicionalmente se alojaban, practicaban y ejercían su profesión. A lo largo de los siglos, las cuatro Inns se convirtieron en lugares donde se formaba a los barristers, mientras que las más numerosas Inns of Chancery (Posadas de la Cancillería), afiliadas a las Inns of Court, se convirtieron en lugares donde se formaba a los solicitors.
Los cuatro Inns of Court son:
- La Honorable Sociedad de Lincoln's Inn
- La Honorable Sociedad de Inner Temple
- La Honorable Sociedad de Middle Temple
- La Honorable Sociedad de Gray's Inn

En 1337 el local se dividió en Inner Temple, donde residían los abogados, y Middle Temple, que también fue ocupado por los abogados en 1346. Lincoln's Inn, el más grande, remonta sus registros oficiales hasta 1422.  Los registros de Gray's Inn comienzan en 1569, pero se cree que la enseñanza comenzó allí a finales del siglo XIV.  En 1620 se decidió en una reunión de jueces superiores que los cuatro inns serían iguales en orden de precedencia.
En el siglo XVI y antes, los estudiantes o aprendices conocían su oficio principalmente asistiendo a los tribunales y compartiendo alojamiento y educación durante los plazos legales. Antes de la Guerra Civil Inglesa en 1642, esta formación duraba por lo menos siete años; posteriormente, los Inns centraron sus requisitos de residencia en cenar juntos en compañía de abogados experimentados, para permitir el aprendizaje a través del contacto y el trabajo en red con expertos. A mediados del siglo XVIII, el Common law fue reconocido por primera vez como materia de estudio en las universidades, y en 1872, los exámenes de abogacía se convirtieron en obligatorios para el ingreso en la profesión jurídica.

## Ubicación
Los cuatro inns están situados uno cerca de la otro en el centro de Londres, cerca del límite occidental de la City de Londres. Cerca se encuentran los Reales Tribunales de Justicia, que fueron trasladados por comodidad desde Westminster Hall al barrio legal de Londres en 1882.
Middle Temple y Inner Temple son liberties de la City de Londres, lo que significa que están dentro de los límites históricos de la ciudad pero no están sujetos a su jurisdicción. Operan como sus propias autoridades locales. Estos dos inns limitan el una con el otro y ocupan el centro de la zona de Temple. La estación de metro más cercana es Temple.
Gray's Inn y Lincoln's Inn se encuentran en el Municipio de Camden, cerca de la frontera con la City de Londres. No tienen el estatus de autoridad local. La estación de metro más cercana es Chancery Lane.
Cada inn es un complejo sustancial con un gran salón, capilla, bibliotecas, conjuntos de salas para muchos cientos de barristers y jardines. El diseño es similar al de uno de los colegios de "Oxbridge". Las "cámaras" fueron utilizadas originalmente como residencias y locales comerciales por muchos de los abogados, pero hoy en día, con un pequeño número de excepciones, sólo sirven como oficinas.